# Terra Australis

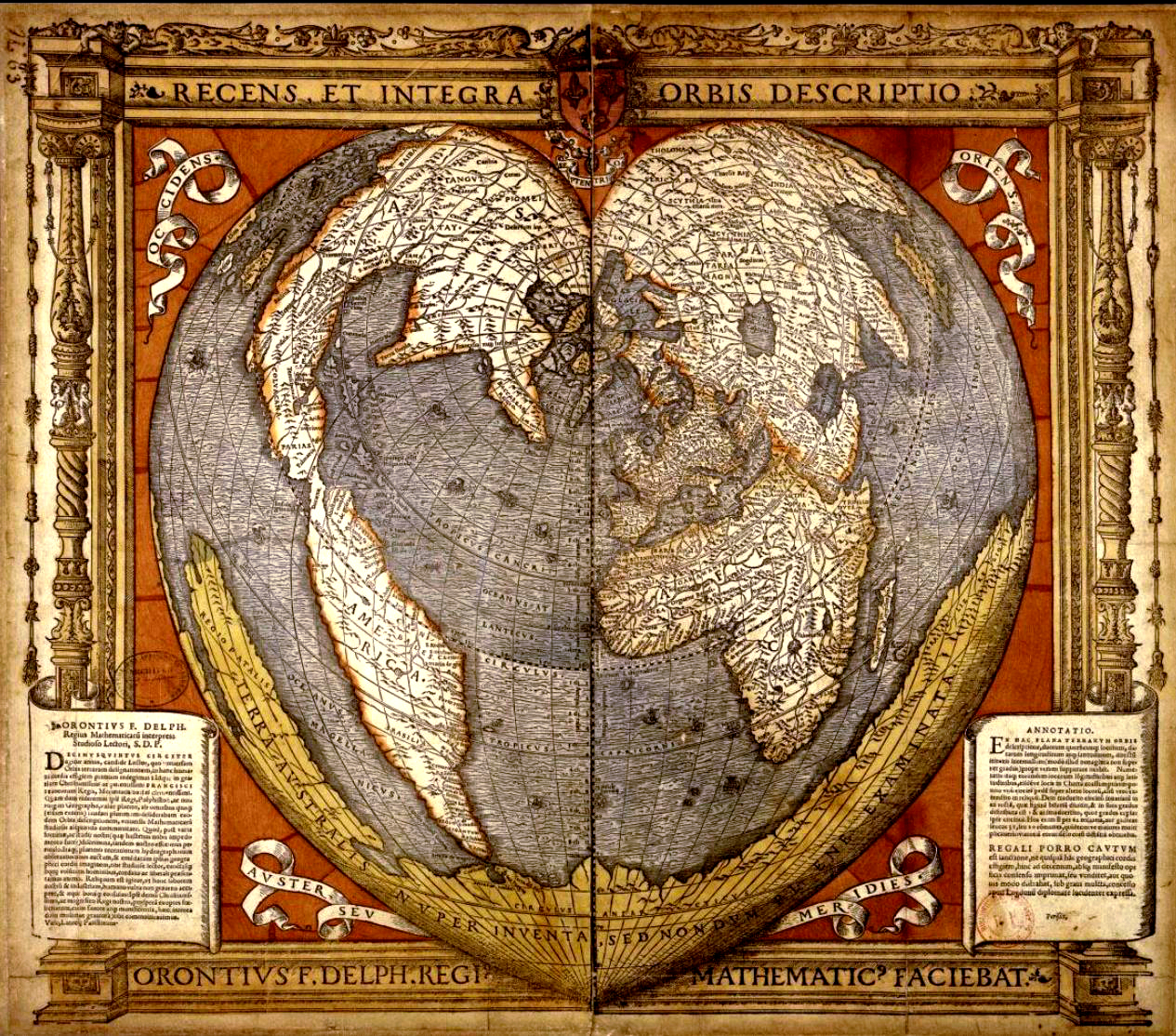
Terra Australis sur la carte d'Oronce Finé, 1531.

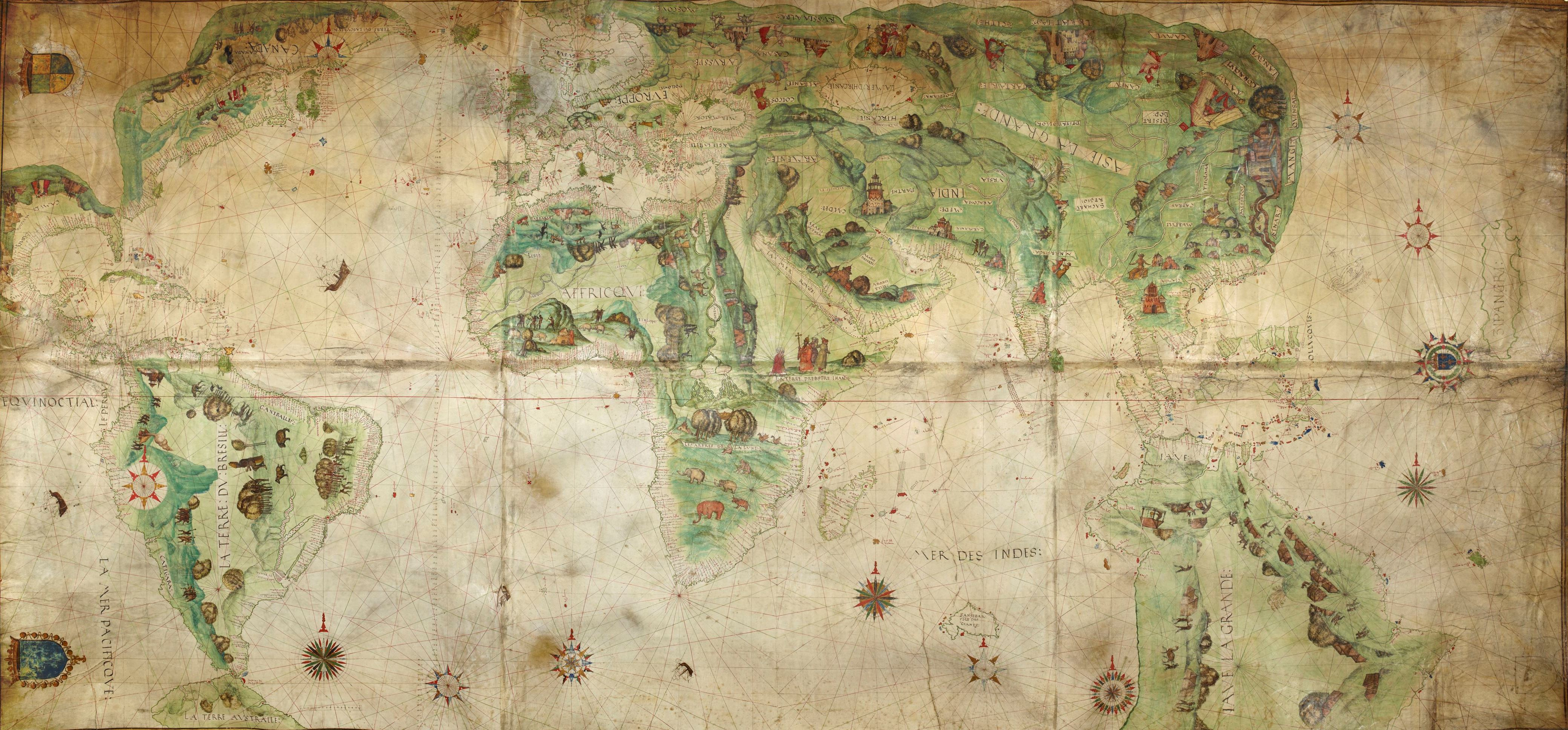
La mappemonde Dauphin (vers 1547) avec représentation de la côte occidentale de l'Australie. Carte dressée par l'école de cartographie de Dieppe.

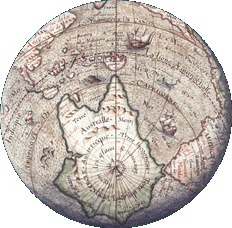
Globe terrestre de Jacques de Vau de Claye représentant une Terre australle (1583).

Terra Australis (aussi : Terra Australis Incognita, latin pour « la terre australe inconnue ») est un continent imaginaire situé dans l'hémisphère sud entre l'Australie et la Patagonie, apparaissant sur les cartes européennes entre le XVe et le XVIIIe siècle.

## Histoire
Terra Australis est introduit par Aristote, puis son idée est développée plus tard par Ptolémée, un cartographe grec du Ier siècle, qui pensait que l'océan Indien était ceint par des terres méridionales.
À la Renaissance, quand Ptolémée ne fut plus la seule source d'information pour les cartographes européens, la Terra Australis commence à apparaître sur les cartes marines et portulans. Bien que des voyages d'exploration aient parfois réduit le secteur où le continent aurait pu être trouvé, les cartographes continuèrent à le dessiner sur leurs cartes et les scientifiques plaidaient pour son existence, en affirmant par exemple qu'il devrait y avoir de grandes masses continentales dans le sud comme contrepoids aux grandes masses continentales connues dans l'hémisphère nord. Souvent cette terre était représentée comme un continent autour du pôle Sud, mais beaucoup plus grand que l'Antarctique tel qu'on le connaît aujourd'hui, débordant loin au nord et plus particulièrement dans le Pacifique.
Les cartographes de la célèbre école de cartographie de Dieppe représentèrent, grâce aux informations données par les navigateurs portugais, dès le milieu du XVIe siècle, une Terra Australis dont un promontoire portait le nom de La Grande Jave ou Terre de Lucac. Cette « Grande Jave » semble reprendre les contours de l'Australie.
En 1515, le cartographe et géographe allemand Johann Schöner réalise une mappemonde montrant un continent au sud du détroit de Magellan qu'il nomme Brasilia inferior. Cette grande terre pourrait faire penser à l'Australie mais est placée près de l'espace géographique de l'Antarctique. Il reprend ce travail qu'il approfondit dans une nouvelle mappemonde en 1520. L'emplacement de l'apparent détroit séparant l'Amérique de cette terre correspond en fait à la latitude du Rio de la Plata, dont on pensait encore à l'époque qu'il pouvait être le début du passage à travers l'Amérique du sud qu'on cherchait déjà avant Magellan. Lors de son voyage, ce dernier commencera d'ailleurs par explorer le Rio de la Plata afin de chercher un passage avant de se résoudre à poursuivre sa route vers le sud. Lorsqu'il emprunte le détroit qui allait porter son nom, entre le 21 octobre et le 28 novembre 1520, l'équipage peut constater une terre à droite (la Patagonie) et une terre à gauche (la Terre de feu). Après le retour de la Victoria en Espagne, seul navire rescapé à avoir effectué le tour du monde, le chroniqueur de l'expédition Antonio Pigafetta (qui se trouvait à bord de la Victoria) publie le récit du voyage et décrit, avec très peu de détails, la traversée du détroit. De ce récit, les cartographes de l'époque déduisent que la terre bordant le détroit au sud devait nécessairement être l'extrémité septentrionale du continent austral, et tous les cartographes se mettent à figurer cette immense terre fantasmée au sud de leurs globes, mappemondes et planisphères, y compris les plus fameux d'entre eux comme Ortellius ou Mercator.
En 1570, Abraham Ortelius réalise une mappemonde (Theatrum Orbis Terrarum) représentant une Terra Australis nondum cognita aux contours reprenant ceux de l'Antarctique et de l'Australie.
En 1582, Lancelot Voisin de La Popelinière publie Les Trois Mondes, où il théorise une expansion coloniale de la France de la Terra Australis. Il dresse une carte du monde, où figure ce territoire.
En 1583, Jacques de Vau de Claye réalise un globe terrestre représentant une Terre Australle alliant à la fois l'Australie avec l'Antarctique.
En 1587, la Terra Australis est le vaste continent suggéré en bas du planisphère dessiné par Rumold Mercator d'après une carte de son père Gerard Mercator. Les limites géographiques de cet immense continent reprennent celles de l'Antarctique et de l'Australie.
En 1605, le navigateur portugais Pedro Fernández de Quirós organise une expédition au départ du Pérou pour prendre possession de la Terra Australis au nom de la couronne espagnole. Il pensait avoir trouvé le continent en accostant sur une île qu'il baptisa « Austrialia del Espiritu Santo ». Au milieu du XVIIe siècle, la Nouvelle-Zélande, premièrement observée par un l'Européen Abel Tasman en 1642, était considérée comme faisant partie de ce continent, tout comme l'Australie.
En 1627, Johannes Kepler réalise une mappemonde dans son ouvrage Tabulae Rudolphinae. Une Terra australis incognita reliant l'Antarctique et l'Australie apparait dans l'hémisphère sud.

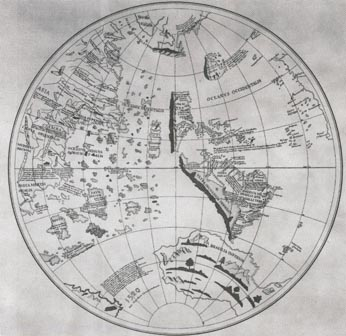
Représentation d'une Terra Australis sur la mappemonde de Johann Schöner de 1520
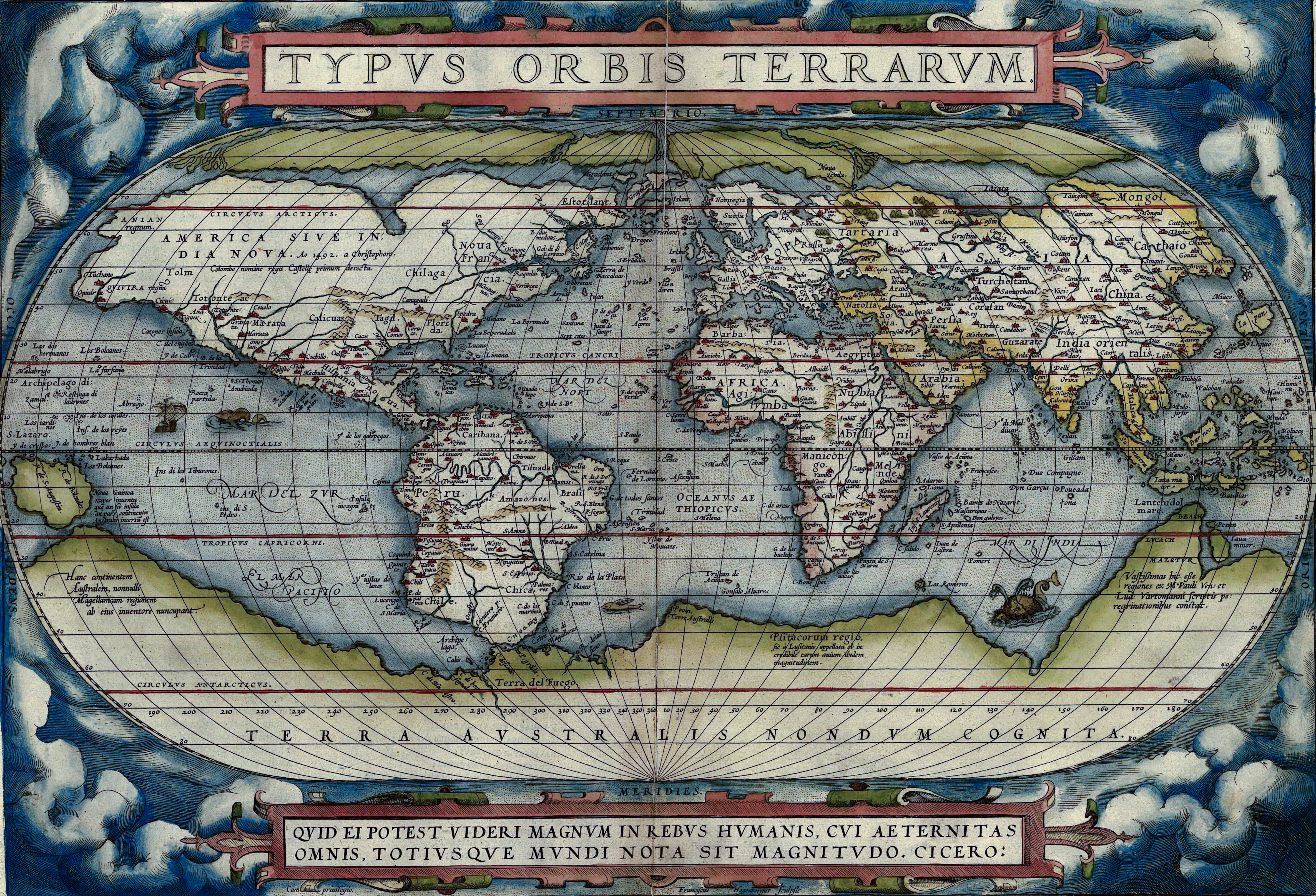
Abraham Ortelius montre sur cette carte le lien entre la Terre Australe et l'Amérique du Sud, ainsi que des terres autour du pôle Nord, 1570.
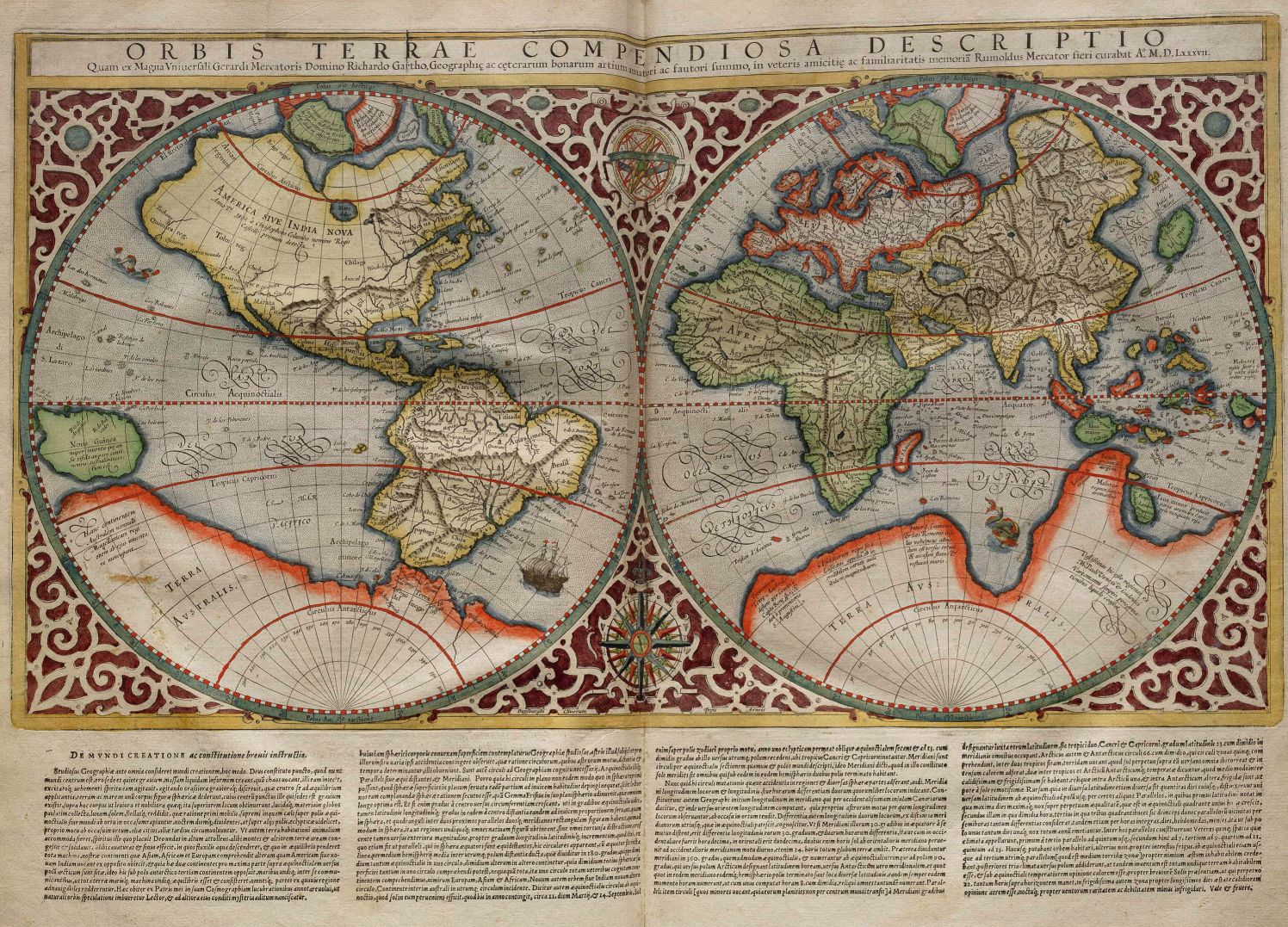
Terra Australis est le vaste continent suggéré en bas de ce planisphère dessiné par Rumold Mercator d'après une carte de son père Gerardus Mercator, 1587.
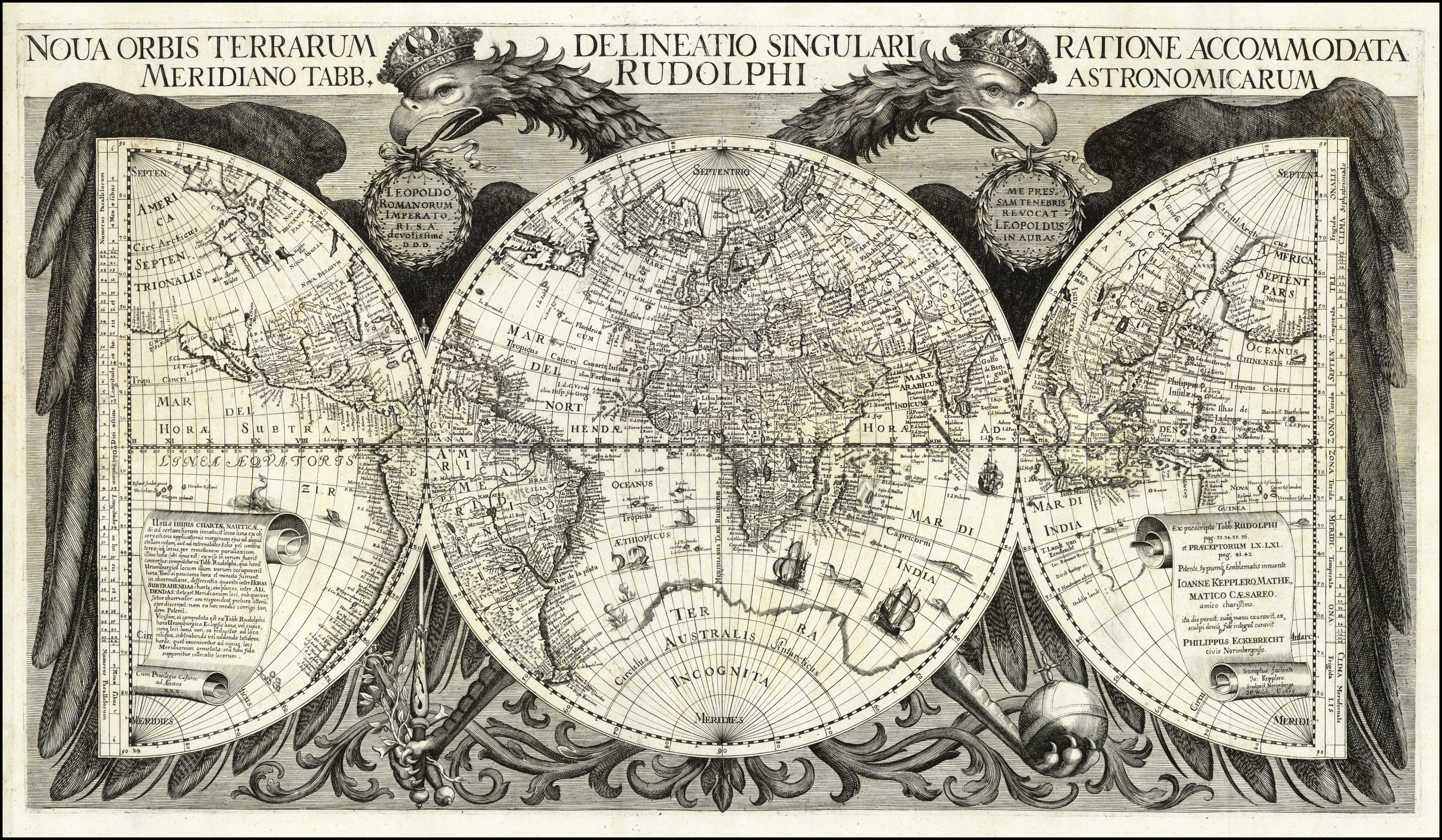
Représentation de la Terra australis par Johannes Kepler en 1627

La quête du continent austral va durer jusqu'au deuxième voyage de James Cook à la fin du XVIIIe siècle. Lors de ce voyage, il fait le tour de la Terre à de très hautes latitudes Sud, traversant parfois même le cercle polaire, montrant ainsi que le continent austral n'existe pas tout en précisant qu'il pouvait exister néanmoins une terre beaucoup plus proche du Pôle sud.